# Hettienne Park
Hettienne Park (Boston, 7 maart 1973) is een Amerikaanse actrice.

## Biografie
Park werd geboren in Boston en groeide op in Wayland (Massachusetts). Zij haalde haar Bachelor of arts in religie en economie aan de University of Rochester in Rochester (New York). Zij studeerde verder klassieke fluit en piano aan de New England Conservatory in Boston, en het acteren leerde zij aan de William Esper Studio in New York.
Park begon in 2002 met acteren in de televisieserie Hack, waarna zij nog meerdere rollen speelde in televisieseries en films. Naast het acteren voor televisie is zij ook actief in het theater. Zij speelde van 2011 tot en met 2012 op Broadway, met het toneelstuk Seminar in de rol van Izzy.

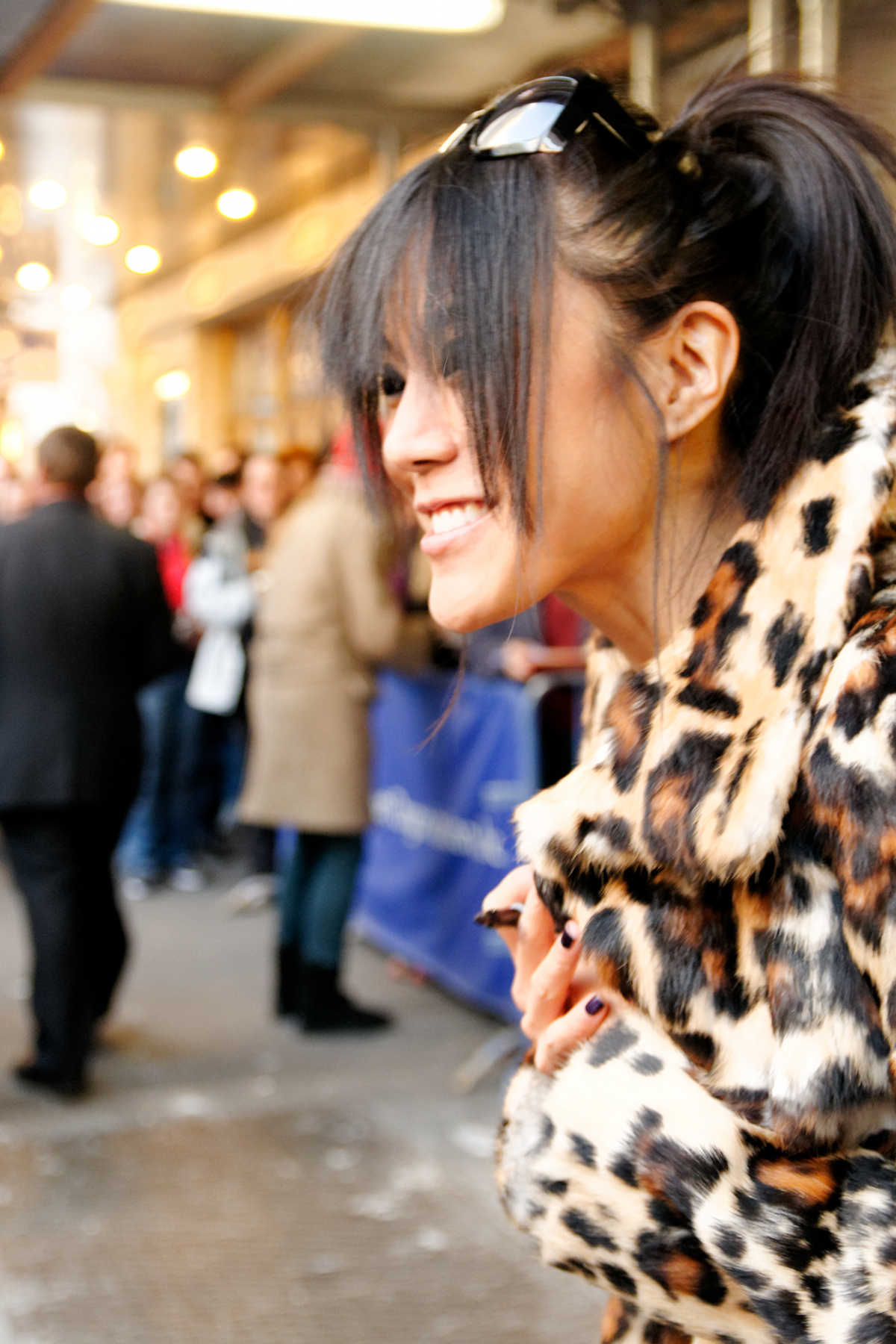
Hettienne Park in 2011

## Filmografie

### Films
- 2021 Don't Look Up - als dr. Calder
- 2018 Private Life - als dokter
- 2011 Young Adult - als Vicki
- 2009 Bride Wars - als Marissa
- 2007 Year of the Fish - als Hong Ji
- 2007 Never Forever - als Ming Ming
- 2004 Purple Pastures - als Catherine

### Televisieseries
Uitgezonderd eenmalige gastrollen.
- 2025 The Last of Us - als Elise Park - 2 afl.
- 2021 Gossip Girl - als Jodi Menzies - 2 afl.
- 2020 The Outsider - als Tamika Collins - 6 afl.
- 2020 Prodigal Son - als Leslie - 2 afl.
- 2019 The OA - als mrs. Vu - 2 afl.
- 2018 Blindspot - als Violet Park - 4 afl.
- 2013-2014 Hannibal - als Beverly Katz - 18 afl.
- 2007-2009 Damages - als collega - 2 afl.
- 2005-2007 The In-Betweens of Holly Malone - als Ellen - 4 afl.

### Computerspellen
- 2008 Grand Theft Auto IV - als stem
- 2005 The Warriors - als stem

- Library of Congress Control Number: no2015126560
- Virtual International Authority File: 75144648480401087350
- WorldCat: E39PBJrCgdt8yvKfDxCvWvVV4q